# 佐藤大空
佐藤 大空（さとう たすく、2018年〈平成30年〉12月25日 - ）は、日本の子役。スペースクラフトジュニア所属。

## 略歴
2020年、1歳で雑誌『学研教育みらい あそびと環境0.1.2歳』に出演しモデルデビュー。
2022年、テレビドラマ『PICU 小児集中治療室』では、兄の佐藤遙灯と共に主人公である志子田武四郎の幼少期を演じる。
2024年、テレビドラマ『ライオンの隠れ家』では、約70人の中からオーディションでメインキャストのライオン（橘愁人）役に抜擢される。
2025年、テレビドラマ『ムサシノ輪舞曲』では、レンジを演じる。
2025年、ディズニーピクサー映画『星つなぎのエリオ』では、日本語版吹き替えでグロードンを演じる。初の声優の仕事を果たす。

## 人物
- 好きな動物はトラ[6]。
- マイブームはヨーヨー[6]。

## 出演

### テレビドラマ
- PICU 小児集中治療室（2022年10月10日 - 12月19日、フジテレビ）- 志子田武四郎 （幼少）役[7]
- ゆりあ先生の赤い糸（2023年10月19日 - 12月14日、テレビ朝日）- 伴優里亜 役[8]
- おっさんずラブ リターンズ（2024年1月5日 - 3月1日、テレビ朝日）- 荒井吾郎 役[9]
- お迎え渋谷くん（2024年4月2日 - 6月18日、関西テレビ・フジテレビ系） - わたる 役[10]
- ライオンの隠れ家（2024年10月11日 - 12月20日、TBS） - ライオン（橘愁人）役[11]
- ムサシノ輪舞曲（2025年4月19日 - 6月21日、テレビ朝日） - 山之内レンジ 役[12]

### 配信ドラマ
- ガラケーハーモニー（2025年4月5日 - 、Helo）- ロク 役[13]

### CM
- タクトホーム「グランファーレ」
- 本田技研工業「企業広告」
- パンテーン 2022
- Amazon Prime Video「家族の夜更かし」篇
- アガツマ「PINOCCHIO アンパンマン うちの子天才 カンタン折りたたみ！ブランコパークDX」
- しまむら「バースデイ」
- 日立製作所「大阪・関西万博」[14]

### 雑誌
- 学研教育みらい「あそびと環境0、1、2歳」[2]
- 小学館「まいにちのことばずかん1500」
- 小学館「めばえ」
- ベネッセコーポレーション「こどもチャレンジ　ぷち　５・６月号」

### 吹き替え
- 星つなぎのエリオ（2025年8月1日、ウォルト・ディズニー・ジャパン）- グロードン 役[5]

### テレビ番組
バラエティ
- ワールド極限ミステリー（2024年12月11日、TBS）[15]
- A-Studio＋（2024年12月13日、TBS）[16]
- それSnow Manにやらせて下さい（TBS）
  - 2025年2月28日[17]
  - 2025年6月20日[18]
- プレバト!!（2025年5月29日、MBS・TBS系）- 美味しそうに食べる人 絵画コンクール[19]
- 全力坂（テレビ朝日）
  - 幽霊坂（2025年6月18日）[20]
  - 上の坂（2025年6月19日）[20]

報道・情報番組
- 王様のブランチ（2024年9月14日、TBS）- 金曜ドラマ「ライオンの隠れ家」特集[21]
- Nスタ（TBS）
  - お天気コーナー（2024年10月11日）[22]
  - お天気コーナー（2024年12月20日）[23]
- THE TIME,（2024年12月20日、TBS）- シマエナガダンス[24]
- めざましどようび（2025年8月2日、フジテレビ）- 映画「星つなぎのエリオ」インタビュー[25]
- めざましテレビ（2025年8月5日、フジテレビ）- 映画「星つなぎのエリオ」ロケVTR・インタビュー[26]

特番
- 金曜ドラマ「ライオンの隠れ家」SP（TBS）
  - 最速解剖SP（2024年9月22日）[27]
  - 最終回目前SP（2024年12月15日）[28]

### WEB番組
- すーぱーのびしろたいむ by 今日、好きになりました。（ABEMA）
  - 2025年8月6日[29]
  - 2025年8月13日[30]